# Como Nossos Pais (teatro)
Como Nossos Pais é uma peça teatral brasileira escrita e dirigida pelo dramaturgo Pedro Neschling, que também atua na peça, interpretando o personagem principal Luiz Eduardo.
Sua pré-estreia ocorreu em 10 de novembro de 2012, no Teatro SESI Vila Leopoldina em São Paulo.
A peça seguiu carreira em outras cidades.
A peça é uma tragédia contemporânea, tem sua trama centrada numa complicada relação entre pai e filho.
Todos os conflitos da peça passam pela questão da paternidade. O quanto o que somos é resultado da criação que recebemos, o quanto temos capacidade de nos reinventar? É um tema universal e espero com esse espetáculo levar o público a uma reflexão sobre nossas escolhas e relações pessoais, o que podemos fazer para modificá-las e nos modificarmos. | Neschling, na Revista Caras.

## Sinopse
A peça conta a história de Ivan Kaufmann, filho de imigrantes que se tornou dono de um dos maiores grupos empresariais do mundo. Seu único filho é Luiz Eduardo, um jovem executivo que se ressente da ausência do pai em sua vida. A conflituosa relação dos dois fica ainda mais complicada quando Rômulo, um rapaz pobre, filho de uma ex-empregada, ressurge prestes a se tornar pai, pedindo emprego a Ivan. A atenção de Ivan com o rapaz enfurece Luiz Eduardo, que sabe segredos escondidos da vida de Rômulo. A situação piora quando Cléo, a namorada de Luiz Eduardo, se envolve com Ivan.

## Elenco
Elenco disponível em:
- Pedro Neschling como Luiz Eduardo Kaufmann
- Oscar Saraiva como Ivan Kaufmann
- Fabrício Santiago como Rômulo
- Vitória Frate como Cléo

## Recepção
Luiz Fernando Ramos, crítico da Folha de S.Paulo, chamou a peça de "drama realista eficaz"; elogiou a direção de arte de Flávio Graff, que facilita o foco nos diálogos; destacou o jogo de cena entre Oscar Saraiva, como o pai e Pedro Neschling, como o filho; a presença firme de Vitória Frate e o desempenho notável de Fabrício Santiago; mas lamentou o desfecho convencional e acomodado.

## Livro
Em 2013, foi lançado em livro pela Giostri Editora.